# St. Trinitatis (Wiesa)

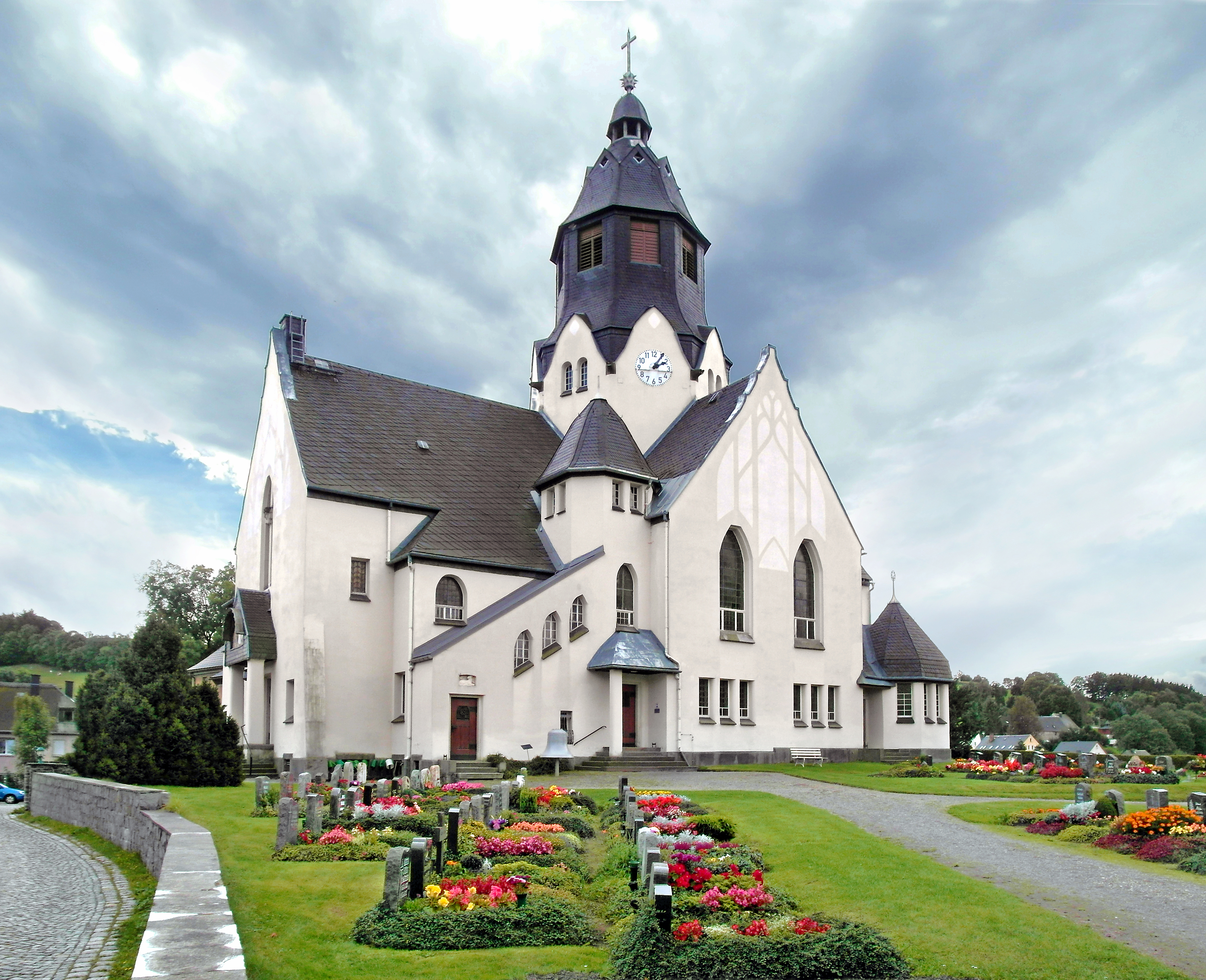
Trinitatiskirche Wiesa

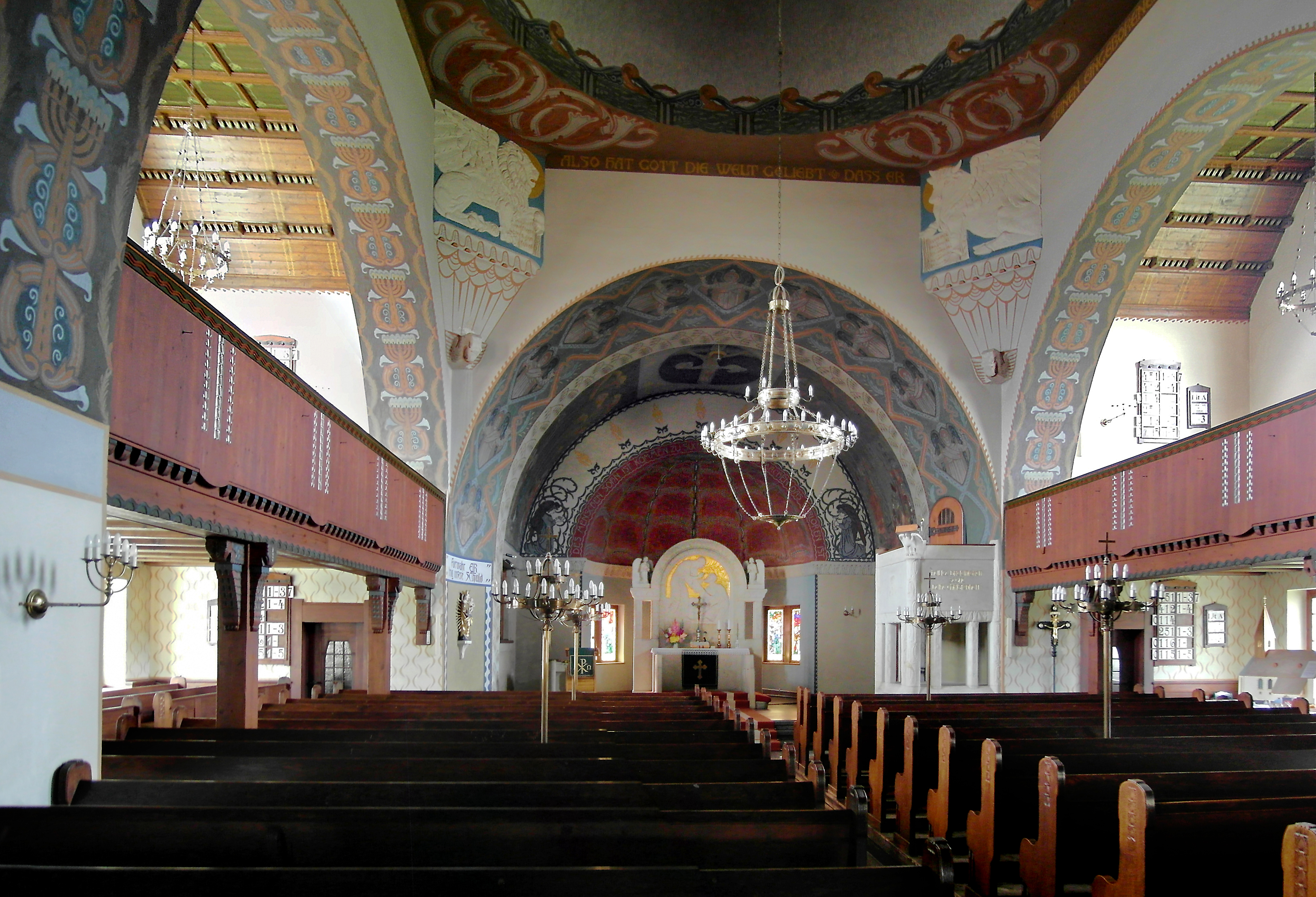
Innenraum

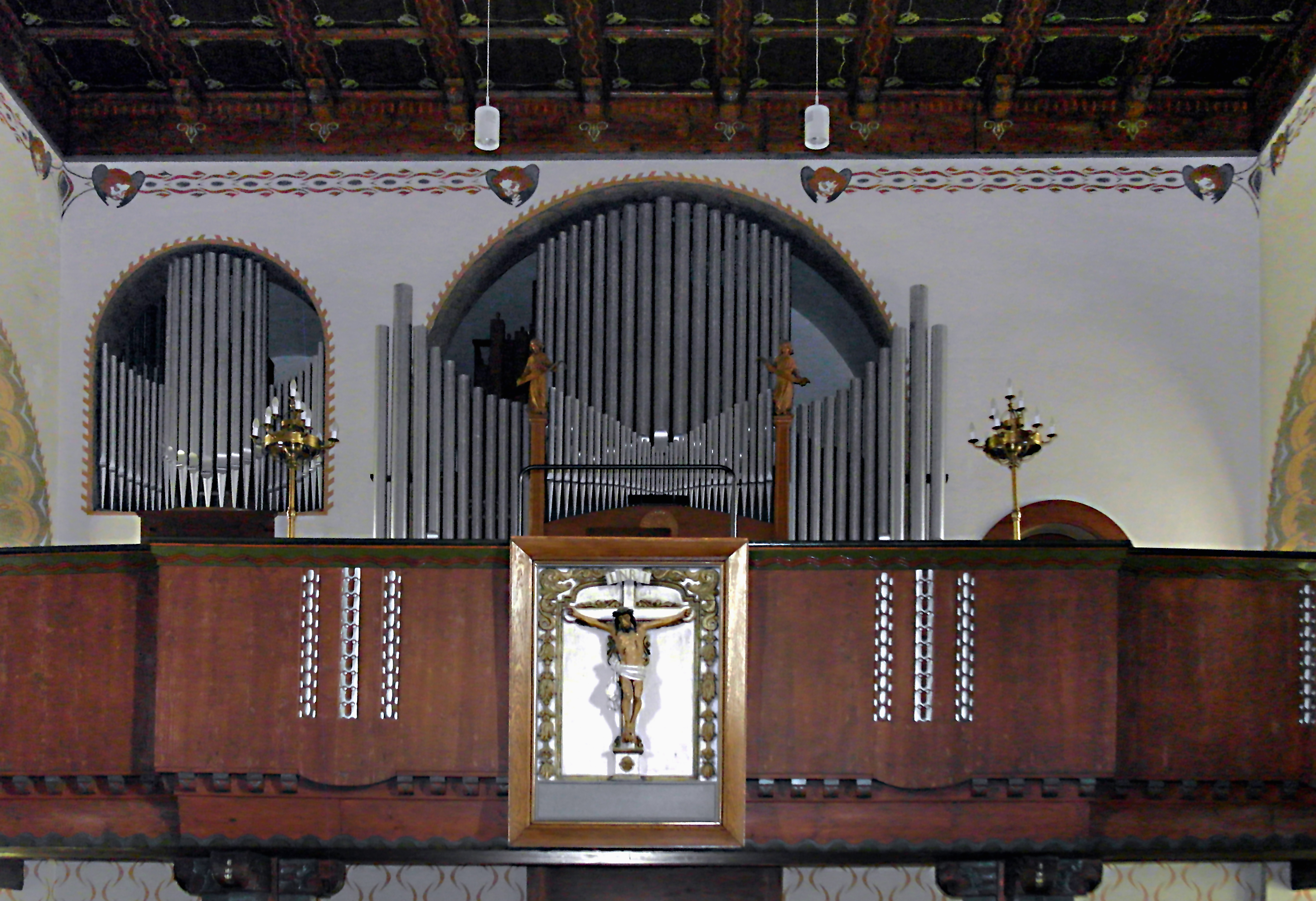
Orgel

St. Trinitatis ist die evangelisch-lutherische Pfarrkirche von Wiesa, einem Ortsteil der sächsischen Gemeinde Thermalbad Wiesenbad im Erzgebirgskreis. Sie gehört der Evangelisch-Lutherischen Landeskirche Sachsens an.

## Architektur
Der in exponierter Lage über dem Ort angelegte Kirchenbau wurde in den Jahren 1903/04 anstelle eines abgebrochenen Vorgängerbaus durch das Dresdener Architekturbüro Schilling & Graebner als kreuzförmige Saalkirche in lebhafter Baukörperformation mit bekrönendem Vierungsturm und seitlich angefügtem überdachtem Emporenaufgang errichtet. Unter Verwendung von byzantinischen und romanischen Elementen entstand ein monumentaler Kirchenbau in den Formen des Jugendstils. Das Altarhaus ist überwölbt, die Vierung überkuppelt, die mit Emporen versehenen Kreuzarme sind mit einer Balkendecke geschlossen.

## Ausstattung
Die Kirche hat ihre durch den Bildhauer Alexander Höfer und den Maler Paul Perks geschaffene originale Ausstattung bewahrt. Die Dreifaltigkeit des Patroziniums ist durch die Darstellung von Gottvater in der Vierung, des gekreuzigten Christus im Vorchorjoch und der sieben Flammen des Heiligen Geistes über dem Altar thematisiert.
Die mit 28 Registern, verteilt auf zwei Manuale und Pedal, ausgestattete Orgel mit einem vom Bildhauer Richard Neumann gestalteten Freipfeifenprospekt wurde von der Firma Jehmlich Orgelbau Dresden erbaut. An der Orgelempore findet sich das barocke Altarkruzifix der Vorgängerkirche angebracht.